# Mandovi
Mandovi (konkansky [maːɳɖ (ɔ) wĩː], nebo Mahadayi nebo Mhadei) je řeka v indických svazových státech Goa a Karnátaka. Řeka je dlouhá 77 kilometrů, její tok se nachází 29 kilometrů v Karnátace a 52 kilometrů v Goe. Řeka má více než 30 pramenů v přírodní rezervaci Bhimgad Wildlife Sanctuary v distriktu Belagávi v Karnatáce a vlévá se do Arabského moře nedaleko města Panadži.
Mandovi a Zuari jsou největší řeky v indickém svazovém státě Goa. Po řece je pojmenován vlak mezi městy Bombaj a Margao, Mandovi Express.

## Etymologie
Původ názvu "Mandovi" není jasný. Podle Vasco Pinhy je název odvozen řeky od slova "mandd" (palec) a odkazuje vybírání cla na řece v době před Portugalci. Celní úřad v perštině je "mandubi". Z tohoto důvodu existuje mnoho míst v Indii, které se jmenuji Mandovi, či podobně.

## Průběh toku
Řeka vzniká z 30 pramenů v přírodní rezervaci Bhimgad v distriktu Belagávi v Karnátace a prochází hranicí mezi Goou a Karnatákou v soutěsce Bhimanabuguri, jižně od rezervace Mhadei Wildlife Sanctuary. Na řece jsou dva velké vodopády Dudhsagar a Varapoha. Osídlení podél řeky směrem k ústí přibývá. Podél řeky jsou města Amona, Khandola, Velha Goa a Chimbel. Krátce před ústí řeky do Arabského moře se vlévá do řeka Maposa, stejně jako Cumbarjurský kanál. Kanál spojuje Mandovi s druhou největší řekou ve státě Goa, Zuari.
V ústí řeky se nachází tři ostrovy Divar, Chorao a Vashee (Vanxim).

## Stavby

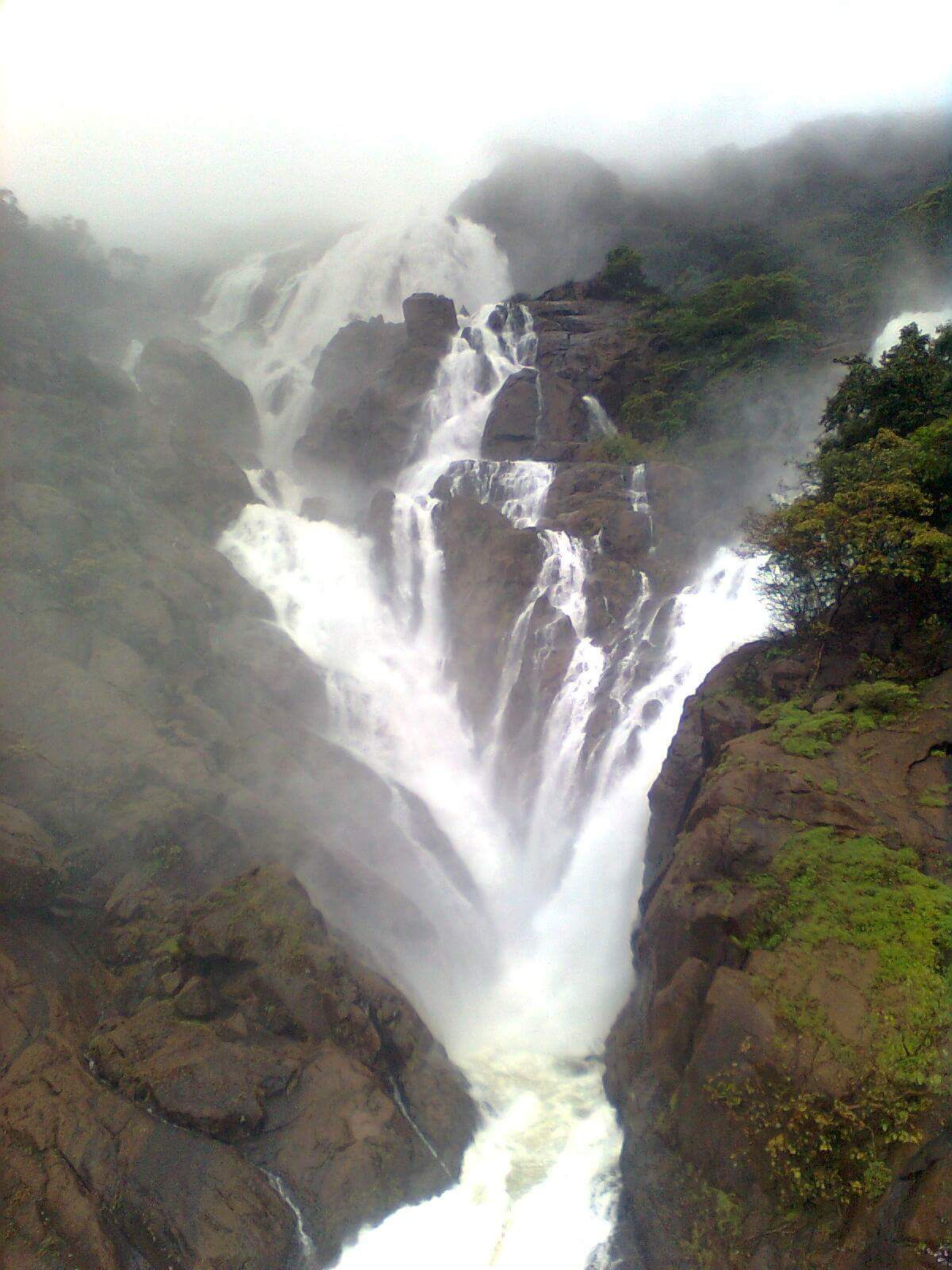
Dudhsagarské vodopády

V Panadži vede přes řeku Mandovi most, který ji spojuje městem Porvori. Je největším mostem přes řeku. Další dva železniční mosty jsou na Konkanské železnici přes ostrov Divar, stejně jako most mezi Amonou a Khandolou.

## Hospodářské využití
Spolu s řekou Zuari, je Mandovi je považována za páteř zemědělství Goe. Řeka také umožňuje dolování železné rudy v horách Goy. Cumbarjurským kanálem je Mandovi propojena s řekou Zuari, jejímž ústí se nachází nejdůležitější přístav Goe ve městě Margao.